# انواع تابع کپی‌ناپذیر فیزیکی
تابعِ کپی‌ناپذیرِ فیزیکی (به انگلیسی: Physical Unclonable Function) یا PUF، یک واحد فیزیکی است که در یک ساختار فیزیکی گنجانده شده و به راحتی قابل ارزیابی است اما پیش‌بینی آن دشوار است.
همهٔ PUFها از تغییرات محیطی مانند دما، ولتاژ تغذیه و تداخل الکترومغناطیسی تأثیر می‌پذیرند که می‌تواند بر کارایی آنها تأثیر بگذارد. تصادفی بودن، تنها ویژگی PUF نیست بلکه اساسی‌ترین ویژگی آن، قابلیت متفاوت بودن میان دستگاه‌های مختلف و در عین حال، یکسان بودن در شرایط محیطی مختلف است.

## طبقه‌بندی PUF

### فرایند اندازه‌گیری
یکی از راه‌های طبقه‌بندی مفاهیم متعدد PUF این است که منبع تغییر درون هر PUF چگونه اندازه‌گیری می‌شود. به عنوان مثال، در برخی PUFها، اندازه‌گیری امضا از چگونگی تعامل منبع منحصربه‌فرد بودن با یک سیگنال الکترونیکی یا چگونگی نفوذ در آن سیگنال، استنباط می‌شود. این در حالی است که برخی دیگر، تأثیرات در بازتاب نور تابشی یا یک فرایند نوری دیگر را بررسی می‌کنند که معمولاً این اندازه‌گیری‌ها با کاربرد در نظر گرفته شده برای هرکدام از مفاهیم PUF ارتباط دارد. به عنوان نمونه، PUFهایی که منحصربه‌فرد بودن را از طریق توصیف الکترونیکی مورد بررسی قرار می‌دهند، به دلیل سهولت در مجتمع‌سازی برای تصدیق مدارها یا مؤلفه‌های الکترونیکی مناسب‌ترین گزینه هستند. از طرف دیگر، در PUFهایی که اشیا فیزیکی را تصدیق می‌کنند، بررسی PUF از طریق فرایند دوم، مانند روش‌های نوری و فرکانس‌های رادیویی، انجام می‌شود. سپس، این اشیا به سیگنال‌های الکترونیکی تبدیل می‌شوند تا یک سیستم اندازه‌گیری ترکیبی را تشکیل دهند. این امر باعث می‌شود که ارتباط میان شی یا برچسب تصدیق‌کننده و دستگاه ارزیابی‌کننده، آسان‌تر شود.

### منبع تصادفی‌بودن
یکی از اصلی‌ترین روش‌های طبقه‌بندی PUF براساس بررسی محلی است که تصادفی بودن یا تغییر دستگاه از آن‌جا مشتق می‌شود. این منبع منحصربه‌فرد بودن به دو روش انجام می‌شود: ۱) روش صریح از طریق اضافه‌کردن آگاهانهٔ گام‌های ساخت اعمال می‌شود و ۲) روش ضمنی از طریق گنجاندن در فرایندهای ساخت. به عنوان مثال، در PUFهایی که در CMOS ساخته می‌شوند، بدون نیاز به اجرای فرایندهای اضافه‌تر ساخت، می‌توان واحدهای CMOS بیشتر به طرح اضافه کرد. این مثال، نشان‌دهنده نوع ضمنی منبع تصادفی‌بودن است چرا که تصادفی‌بودن از واحدهای موجود در طرح مشتق می‌شود. به عنوان مثالی دیگر، در حالتی که تنها هدف طراحی، انگشت‌نگاری به کمک PUFها است، اضافه‌کردن پوشش دی‌الکتریک نیازمند اجرای فرایندهای اضافه‌تر ساخت است. این مثال نشان‌دهنده نوع صریح منبع تصادفی بود است. مزیت منبع تصادفی‌بودن ضمنی آن است که هیچ هزینه اضافی در رابطه با معرفی مراحل بیشتر ساخت ندارند و این تصادفی بودن نمی‌تواند به‌طور مستقیم دستکاری شود زیرا ناشی از تغییر ذاتی فرایند معمول ساخت دستگاه است. فایده منبع تصادفی‌بودن صریح در انتخاب آگاهانه منبع تصادفی‌بودن است. به عنوان مثال، این امکان وجود دارد که تغییرات (و در نتیجه، عملکرد آنتروپی) را به حداکثر رساند یا میزان دشواری کپی‌کردن را افزایش داد.

### ارزیابی ذاتی
به روش مشابه با طبقه‌بندی PUF براساس منبع تصادفی بودن آن، PUFها را می‌توان بر اساس قابلیت آن‌ها در ارزیابی کردن به روش ذاتی، دسته‌بندی کرد. اگر تصادفی بودن یک PUF، منشأ ضمنی دارد و می‌تواند خود را به صورت داخلی ارزیابی کند، این PUF به عنوان ذاتی توصیف می‌شود. این بدان معنی است که مکانیسم برای توصیف PUF، به صورت ذاتی در خود دستگاه ارزیابی است یا درون آن تعبیه شده‌است. این خاصیت در حال حاضر فقط توسط PUFهایی با طراحی کاملاً الکترونیکی قابل انجام است، زیرا پردازش ارزیابی فقط با دخالت مدارهای الکترونیکی می‌تواند انجام شود و بنابراین تنها می‌تواند یک جز جدایی‌ناپذیر از یک مکانیزم جستجوی تصادفی بودن الکترونیکی باشد. ارزیابی ذاتی مفید است زیرا اجازه می‌دهد که بدون نیاز به بازخوانی PUF پردازش نشده که به صورت خارجی در معرض قرار گرفته، این فرایند ارزیابی و پس‌پردازش (مثل تصحیح خطا و درهم‌سازی) انجام شود. این ترکیب خصوصیات تصادفی بودن و پردازش ارزیابی در یک واحد، خطر حملهٔ شخص میانی و کانال جانبی را با هدف برقراری ارتباط بین دو منطقه کاهش می‌دهد.
| نام PUF                                   | فرایند اندازه‌گیری | منبع تصادفی‌بودن | ارزیابی ذاتی؟ | سال  |
| ----------------------------------------- | ----------------- | --------------- | ------------- | ---- |
| PUF مبتنی بر تأخیر                        | کاملاً الکترونیکی  | ضمنی            | ذاتی          | ۲۰۰۲ |
| PUF مبتنی بر حافظه ایستا با دسترسی تصادفی | کاملاً الکترونیکی  | ضمنی            | ذاتی          | ۲۰۰۷ |
| PUF مبتنی بر مقاومت فلزی                  | کاملاً الکترونیکی  | ضمنی            | ذاتی          | ۲۰۰۹ |
| PUF مبتنی بر حلقه دو وضعیتی               | کاملاً الکترونیکی  | ضمنی            | ذاتی          | ۲۰۱۱ |
| PUF مبتنی بر حافظه پویا با دسترسی تصادفی  | کاملاً الکترونیکی  | ضمنی            | ذاتی          | ۲۰۱۵ |
| PUF دیجیتال                               | کاملاً الکترونیکی  | ضمنی            | ذاتی          | ۲۰۱۶ |
| PUF مبتنی بر شکاف اکساید                  | کاملاً الکترونیکی  | ضمنی            | ذاتی          | ۲۰۱۸ |
| PUF پوششی                                 | کاملاً الکترونیکی  | صریح            | بیرونی        | ۲۰۰۶ |
| PUF کوانتومی الکترونیکی                   | کاملاً الکترونیکی  | صریح            | بیرونی        | ۲۰۱۵ |
| PUF نوری                                  | نوری              | صریح            | بیرونی        | ۲۰۰۲ |
| PUF کوانتومی نوری                         | نوری              | صریح            | بیرونی        | ۲۰۱۷ |
| PUF مبتنی بر فرکانس رادیویی               | فرکانس رادیویی    | صریح            | بیرونی        | ۲۰۰۲ |
| PUF مغناطیسی                              | مغناطیسی          | ضمنی            | بیرونی        | ۱۹۹۴ |

## PUFهای با اندازه‌گیری الکترونیکی

### تصادفی‌بودن ضمنی

#### PUF مبتنی بر تأخیر
PUF مبتنی بر تأخیر (به انگلیسی: Delay PUF) از تغییرات تصادفی در تأخیر سیم‌ها و گیت‌های روی سیلیکون استفاده می‌کند. با توجه به یک چالش ورودی، یک وضعیت مسابقه در مدار تنظیم و با مقایسه دو گذار منتشر شده از مسیرهای مختلف، گذاری که زودتر به مقصد می‌رسد، تعیین می‌شود. یک داور، که به‌طور معمول با یک لَچ (به انگلیسی latch) پیاده‌سازی می‌شود، بر اساس اینکه کدام گذار زودتر می‌رسد، ۱ یا ۰ را تولید می‌کند. تحقق بسیاری از مدارها امکان‌پذیر است و حداقل دو مورد از آنها ساخته شده‌است. زمانی که یک مدار با الگوی جانمایی یکسان روی تراشه‌های مختلف ساخته می‌شود به دلیل تغییرات تصادفی تأخیر، تابع منطقی پیاده‌سازی شده توسط مدار برای هر تراشه متفاوت می‌شود.
یک PUF مبتنی بر حلقهٔ تأخیر، معادل نوسانگر حلقوی که دارای منطق است، در این نگارش نام اختصاری PUF و اولین PUF مجتمع شده از هر نوع را معرفی کرده‌است. یک PUF مبتنی بر تسهیم‌کننده یا مالتی‌پلکسر شرح داده شده‌است، علاوه بر این، یک طراحی پردازنده ایمن با استفاده از PUF و یک PUF مبتنی بر مالتی‌پلکسر با واسط RF برای استفاده در برنامه‌های ضد جعل RFID دارد.

#### PUF مبتنی بر حافظه ایستا با دسترسی تصادفی
این PUFها از تصادفی بودن رفتار یک حافظه با دسترسی تصادفی ایستای (SRAM) استاندارد روی یک تراشه در هنگام روشن شدن آن به عنوان یک PUF استفاده می‌کنند. استفاده از SRAM به عنوان PUF، در سال ۲۰۰۷ به‌طور همزمان توسط محققان پردیس فناوری پیشرفته Philips و در دانشگاه ماساچوست معرفی شد. از آن‌جایی که SRAM PUF می‌تواند به‌طور مستقیم به مدارهای دیجیتال استاندارد تعبیه شده بر روی همان تراشه متصل شود، می‌توانند مستقیماً به عنوان یک بلوک سخت‌افزاری در پیاده‌سازی‌های رمزنگاری مستقر شوند. این امر موجب افزایش انگیزه مطالعه آن برای راه‌حل‌های امنیتی می‌شود. تکنولوژی SRAM PUF به‌طور گسترده مورد بررسی قرار گرفته‌است. مقاله‌های تحقیقاتی مختلفی تکنولوژی SRAM PUF را در حوزه‌هایی مانند رفتار، پیاده‌سازی یا کاربردهایی با هدف ضد جعل بررسی می‌کنند. نکته قابل توجه، پیاده‌سازی سیستم امن ذخیره‌سازی مبتنی بر کلید، بدون ذخیرهٔ کلید در قالب دیجیتال است. پیاده‌سازی رمزنگاری مبتنی بر SRAM PUF توسط Intrinsic ID, یک بخشی از شرکت فیلیپس، تجاری شده‌است و از سال ۲۰۱۹، در هر گره فناوری از ۳۵۰نانومتر تا ۷نانومتر در دسترس است.
با توجه به تغییرات فرایند ساخت زیرمیکرون عمیق، هر ترانزیستور در یک مدار مجتمع (یا IC) دارای خصوصیات فیزیکی متفاوتی است که این منجر به اختلاف کمی در خواص الکترونیکی مانند ولتاژ آستانهٔ ترانزیستور و فاکتور بهره می‌شود. رفتار یک سلول SRAM در زمان راه‌اندازی آن، به تفاوت ولتاژ آستانهٔ ترانزیستورهای آن بستگی دارد. حتی کوچکترین اختلاف، سلول SRAM را به یکی از دو حالت پایدار سوق می‌دهد. با توجه به اینکه هر سلول SRAM هر بار که بخواهد روشن شود وضعیت مرجع خاص خودش را دارد، یک پاسخ SRAM منجر به تولید الگویی منحصربه‌فرد و تصادفی از صفرها و یک‌ها می‌شود. این الگو مانند اثرانگشت تراشه است چرا که با توجه به یک SRAM خاص و از این رو برای یک تراشهٔ خاص، منحصربه‌فرد است.

##### پس‌پردازش PUF مبتنی بر حافظه ایستا با دسترسی تصادفی
پاسخِ PUF مبتنی بر حافظه ایستا با دسترسی تصادفی یا SRAM PUF، یک اثرانگشت نویزی است زیرا تعداد کمی از سلول‌ها نزدیک به وضعیت تعادل، ناپایدار هستند. به منظور استفادهٔ قابل اعتماد از SRAM PUF به عنوان یک شناسه منحصر به فرد یا برای استخراج کلیدهای رمزنگاری، فرایند پس‌پردازش مورد نیاز است. این کار را می‌توان با استفاده از تکنیک‌های تصحیح خطا، مانند «الگوریتم‌های دادهٔ کمک‌کننده» یا استخراج کنندگان فازی انجام داد. این الگوریتم‌ها دو عملکرد اصلی را انجام می‌دهند: تصحیح خطا و تقویت حریم خصوصی. این روش به دستگاه اجازه می‌دهد تا یک کلید رمز منحصربه‌فرد دستگاه را از SRAM PUF ایجاد کند و بدون وجود کلید رمز، دستگاه خاموش شود. با استفاده از داده کمک‌کننده، دقیقاً همان کلید را می‌توان در صورت لزوم از SRAM PUF بازسازی کرد.

##### سالمندی PUF مبتنی بر حافظه ایستا با دسترسی تصادفی
یک IC درحال استفاده به آهستگی و به تدریج با گذشت زمان تغییر می‌کند، یعنی سالمند می‌شود. NBTI، مهم‌ترین اثر سالمندی در ICهای به‌روز است که در عین حال تأثیر زیادی بر رفتار نویزی SRAM PUF دارد. از آنجا که NBTI به خوبی درک شده‌است، روش‌های مختلفی برای مقابله با تمایل به سالمندی وجود دارد. استراتژی‌های ضد سالمندی تدوین شده‌است که باعث می‌شود بدون افت سایر مقیاس‌های کیفیت PUF مانند امنیت و بهره‌وری، قابلیت اعتماد SRAM PUF بیشتر شود.

##### PUF مبتنی بر حافظه ایستا با دسترسی تصادفی در برنامه‌های تجاری
PUF مبتنی بر حافظه ایستا با دسترسی تصادفی یا SRAM PUF در ابتدا، در برنامه‌هایی با نیازمندی‌های امنیتی بالا، مانند وزارت دفاع، استفاده می‌شده‌است تا از سیستم‌های حساس دولتی و نظامی محافظت شود. علاوه بر این، در صنعت بانکداری برای تأمین امنیت سیستم‌های پرداخت و معاملات مالی به کار می‌رفت. در سال ۲۰۱۰، NXP استفاده از تکنولوژی SRAM PUF را برای حفظ امنیت دارایی‌های SmartMX در برابر کپی کردن، دستکاری، سرقت سرویس و مهندسی معکوس آغاز کرد. از سال ۲۰۱۱، شرکت Microsemi برای اضافه نمودن امنیت برای ایمن‌سازی دولت و کاربردهای تجاری حساس در دستگاه‌های مبتنی بر فلش و بوردهای توسعه، پیاده‌سازی‌های مبتنی بر SRAM PUF را پیشنهاد می‌کند. برنامه‌های کاربردی اخیر شامل موارد مقابل است: یک سیستم تصدیق هویت مبتنی بر حسگر برای IoT, تلفیق پردازنده‌های برنامه IoT مبتنی بر RISC-V برای امنیت هوشمند، دستگاه‌های سنجش مبتنی بر باتری در لبه و جایگزینی روش‌های سنتی تزریق کلید با OTP برای امنیت IoT در حجم بالا، میکروکنترلرهای کم توان و پردازنده‌های متقاطع.
برخی از سیستم‌های امنیتی مبتنی بر SRAM در دهه ۲۰۰۰ به جای اصطلاح استانداردتر "PUF"، اصطلاح "شناسایی تراشه" را ذکر می‌کنند. امروزه، به‌طور گسترده‌ای، جامعه پژوهش و صنعت اصطلاح PUF را برای توصیف این بخش از تکنولوژی پذیرفته‌اند.

#### PUF پروانه
PUF پروانه مبتنی بر اتصال متقاطع دو لچ یا فلیپ فلاپ است. سازوکار مورد استفاده در این PUF مشابه SRAM PUF است اما مزیت آن در پیاده‌سازی آن روی هر FPGA مبتنی بر SRAM است.

#### PUF مبتنی بر مقاومت فلزی
PUF مبتنی بر مقاومت فلزی، آنتروپی خود را از تغییرات فیزیکی تصادفی در اتصال، via و سیم‌های فلزی که شبکه برق و اتصال‌میانی یک IC را تعریف می‌کنند، به دست می‌آورد. چندین مزیت مهم برای بهره‌وری تغییرات تصادفی مقاومت در منابع فلزی یک IC وجود دارد که در موارد زیر، ذکر شده‌است:
- پایداری دما و ولتاژ: تغییرات دما و ولتاژ (TV) یکی از مهمترین چالش‌های PUF در برنامه‌هایی، مانند رمزگذاری، است که بعداً نیاز به تولید مجدد دقیقاً همان رشته بیتی را دارند. مقاومت فلز (برخلاف ترانزیستورها) به‌طور خطی با دما تغییر می‌کند و مستقل از ولتاژ است؛ بنابراین، مقاومت فلز استحکام بسیار بالایی در برابر تغییر شرایط محیطی ایجاد می‌کند.
- حضور همزمان در همه جا: فلز (در حال حاضر) تنها ماده رسانا بر روی تراشه است که لایه‌بندی شده‌است و به‌طور مؤثر منابع آنتروپی PUF با چگالی بالا و بسیار فشرده را فعال می‌سازد. فرایندهای پیشرفته ۱۱ لایهٔ فلزی یا بیشتر را در بالای صفحهٔ (x,y) ترانزیستورهای زیرین ایجاد می‌کنند.
- قابلیت اطمینان: مکانیسم فرسودگی فلز از نوع مهاجرت الکترونی است که مانند تغییرات دما و ولتاژ (TV)، با گذشت زمان بر توانایی PUF در تولید دوبارهٔ رشته بیت یکسان تأثیر منفی می‌گذارد. با این حال، فرایند مهاجرت الکترونی به خوبی درک شده‌است و با سایزبندی مناسب سیم‌ها، viaها و اتصالات فلزی می‌توان کاملاً از آن اجتناب کرد. از طرف دیگر، کاهش اثرات ناشی از مسائل مربوط به قابلیت اطمینان ترانزیستور، مانند ناپایداری دمای بایاس منفی یا NBTI و تزریق حامل داغ یا HCI، دشوارتر است.
- انعطاف‌پذیری: گزارش‌های اخیر نشان داده‌اند که PUFهای مبتنی بر ترانزیستور، به ویژه SRAM PUF، در معرض خطر کپی‌برداری هستند. PUFهای مبتنی بر مقاومت فلزی به دلیل پیچیدگی زیادی که در سیم‌های «پیرایش‌کننده» در ابزار کپی (ابزاری برای تطبیق مقاومت‌ها) وجود دارد، در معرض این نوع حملات کپی‌کردن قرار نمی‌گیرد. علاوه بر این، با افزودن یک یا چند لایهٔ محافظ در لایه‌های ضخیم فلزی فوقانی که روی PUF زیرین را پوشانده‌است (که با استفاده از لایه‌های فلزی پایینی ساخته شده‌است)، می‌توان حملات کاوشگر بخش پیشین، که برای استخراج مقاومت فلزی برای کپی طراحی شده‌است، دشوار یا غیرممکن ساخت.

#### PUF مبتنی بر حلقه دو وضعیتی
PUF مبتنی بر حلقه دو وضعیتی یا BR-PUF توسط Q. Chen و همکاران معرفی شد. BR-PUF براساس این ایده است که حلقه‌ای با تعداد زوج از معکوس‌کننده‌ها دارای دو حالت پایدار ممکن است. با تکثیر کردن معکوس‌کننده‌ها و اضافه کردن مالتی‌پلکسرها بین طبقات، می‌توان به صورت نمایی تعداد زیادی از جفت‌های چالش-پاسخ را از BR-PUF تولید کرد.

#### PUF مبتنی بر حافظه پویا با دسترسی تصادفی
از آنجایی که در بسیاری از سیستم‌های رایانه‌ای، تعبیه حافظه پویا با دسترسی تصادفی یا DRAM روی بورد بسیار پرکاربرد است، استفاده از آن‌ها به عنوان یک PUF در سطح سیستم بسیار کارآمد است. این موضوع، اولین بار توسط Tehranipoor و همکاران ارائه شد. همچنین DRAM بسیار ارزان‌تر از حافظه ایستا با دسترسی تصادفی (SRAM) است؛ بنابراین، PUFهای مبتنی بر حافظه پویا با دسترسی تصادفی یا DRAM PUFها می‌توانند منبعی از داده‌های تصادفی اما قابل اطمینان برای تولید شناسه‌های بورد (شناسه تراشه) باشند. مزیت DRAM PUF بر این واقعیت استوار است که DRAM مستقل که در حال حاضر در یک سیستم روی تراشه وجود دارد می‌تواند برای تولید امضاهای خاص دستگاه بدون نیاز به مدار یا سخت‌افزار اضافی مورد استفاده قرار گیرد. DRAM PUFکه برای سیستم‌های سطح تراشه استفاده می‌شوند، به عنوان یک PUF امنیتی سطح سیستم، به‌طور گسترده، مورد بررسی قرار نگرفته‌اند.

#### PUF دیجیتال
PUF دیجیتال بر مسائل آسیب‌پذیری در PUFهای سیلیکون آنالوگ معمول غلبه می‌کند. بر خلاف PUFهای آنالوگ که اثر انگشت از ماهیت تغییر فرایند ذاتی ترانزیستورها ناشی می‌شود، اثر انگشت PUFهای مدار دیجیتالی از تصادفی بودن هندسی اتصالات میانی VLSI القا شده از تغییرات لیتوگرافی استخراج می‌شود. چنین عدم قطعیت اتصال‌میانی به دلیل مسائلی مانند اتصال کوتاه، ولتاژ گیت شناور و غیره برای ترانزیستورها با مدارهای CMOS VLSI ناسازگار است. یک راه حل، استفاده از لچ‌های با انحراف شدید کلاک برای اطمینان از وضعیت پایدار عملیاتی هر ترانزیستور CMOS است. به این ترتیب، اطمینان حاصل می‌شود که مدار، نیز، در برابر تغییرات محیطی و عملیاتی مصون است.

#### PUF مبتنی بر شکاف اکسید
PUF مبتنی بر شکاف اکسید، نوعی PUF است که از تصادفی بودن حاصل از خواص ناهمگن طبیعی اکسید گیت که در فرایند تولید IC اتفاق می‌افتد، سود می‌برد. در کنار خاصیت واقعاً تصادفی، خواص غیرقابل پیش‌بینی بودن و پایداری بالا نیز وجود دارند که ایده‌آل‌ترین منبع برای تابع کپی‌ناپذیر فیزیکی است. خانه‌های طراحی IC می‌توانند با اجرای PUF مبتنی بر شکاف اکساید در طراحی IC خود، بدون نگرانی در مورد مسئله قابلیت اطمینان و زمان عمر، سطح امنیت را به شدت ارتقا بخشند. علاوه بر این، می‌توانند از هزینه‌های اضافی مدارهای پیچیده ECC (کد تصحیح خطا) خلاص شوند. PUF مبتنی بر شکاف اکسید می‌تواند بیت‌های باینری با توزیع یکنواخت را از طریق مکانیسم تقویت و بازخورد از خود (به انگلیسی: Self-feedback) استخراج کند، بیت‌های تصادفی پس از ثبت‌نام فعال می‌شوند و به دلیل استخر بزرگ بیت آنتروپی، به کاربران این امکان را می‌دهد که انعطاف‌پذیری دلخواه خود را برای رویکردهای تولید کلید و مدیریت انتخاب کنند. سطح امنیتی را می‌توان با ویژگی‌های ذاتی واقعاً تصادفی بودن و نامرئی بودن PUF مبتنی بر شکاف اکسید ارتقا داد.

### تصادفی‌بودن صریح

#### PUF پوششی
یک PUF پوششی می‌تواند در لایه بالایی یک مدار مجتمع (IC) ساخته شود. بالاتر از یک IC نرمال، شبکه‌ای از سیم‌های فلزی به شکل شانه پخش شده‌است. فضای بین و بالای ساختار شانه از ماده‌ای مات پر شده و به‌طور تصادفی با ذرات دی‌الکتریک آلایش شده‌است. به دلیل جانمایی تصادفی، اندازه و قدرت دی‌الکتریک ذرات، ظرفیت بین هر دو سیم فلزی تا حدودی تصادفی خواهد بود. این تصادفی بودن منحصربه‌فرد می‌تواند برای به دست آوردن یک شناسه منحصربه‌فرد برای دستگاه حامل PUF پوششی استفاده شود. علاوه بر این، جانمایی این PUF مات در لایه بالای یک IC باعث می‌شود مدارهای زیرین از بازرسی توسط یک حمله‌کننده، به عنوان مثال برای مهندسی معکوس، محافظت شود. هنگامی که یک حمله‌کننده سعی می‌کند (بخشی از) پوشش را از بین ببرد، ظرفیت خازن بین سیم‌ها تغییر کرده و شناسه اصلی منحصربه‌فرد از بین می‌رود. نشان داده شده‌است که چگونه یک برچسب RFID غیرقابل کپی‌کردن با PUF پوششی ساخته می‌شود.

#### PUF کوانتومی الکترونیکی
از آنجا که اندازه یک سیستم به زیر طول موج دِ بروگلی کاهش می‌یابد، تأثیر محدودکردن کوانتومی بسیار مهم می‌شوند. تصادفی بودن ذاتی در یک PUF مبتنی بر محدودیت کوانتومی ناشی از غیر یکنواختی‌های ترکیبی و ساختاری ر سطح اتمی است. خصوصیات فیزیکی وابسته به اثرات مکانیک کوانتومی در این مقیاس است، در حالی که مکانیک کوانتومی توسط ساختار اتمی تصادفی تحمیل می‌شود. کپی‌کردن این نوع ساختار به دلیل تعداد زیاد اتم‌های درگیر، ماهیت غیرقابل کنترل فرایندها در سطح اتم و عدم امکان دستکاری اتم‌ها با اطمینان امکان‌پذیر نیست.
نشان داده شده‌است که اثرات محدودیت کوانتومی می‌تواند برای ساختن PUF در دستگاه‌های شناخته شده به عنوان دیودهای تشدید تونلینگ (به انگلیسی: resonant-tunneling diode) استفاده شود. این دستگاه‌ها می‌توانند در فرایندهای ساخت نیمه‌هادی استاندارد تولید شوند که تولید انبوه بسیاری از دستگاه‌ها را به‌طور موازی تسهیل می‌کنند. این نوع PUF نیاز به مهندسی سطح اتمی برای کپی دارد و کوچکترین PUF با بالاترین چگالی بیت است که تاکنون شناخته شده‌است. علاوه بر این، این نوع PUF را می‌توان با بایاس بیش از حد عمدی دستگاه مجدداً راه‌اندازی کرد تا باعث بازآرایی محلی اتم‌ها شود.

## PUFهای با اندازه‌گیری ترکیبی

### تصادفی‌بودن ضمنی

#### PUF مغناطیسی
یک PUF مغناطیسی روی کارت نوار مغناطیسی وجود دارد. ساختار فیزیکی رسانه مغناطیسی اعمال شده بر روی کارت با مخلوط کردن میلیاردها ذره فریت باریم با هم در یک دوغاب در طی فرایند ساخت تولید می‌شود. این ذرات اشکال و اندازه‌های مختلف دارند. دوغاب روی یک لایهٔ گیرنده اعمال می‌شود. این ذرات به روشی تصادفی روی سطح می‌نشینند، دقیقاً مثل ریختن یک مشت ماسه مغناطیسی مرطوب روی یک حامل. ریختن ماسه برای بار دوم و با الگوی مشابه، به دلیل عدم دقت فرایند، تعداد انحراف ذرات و هندسه تصادفی شکل و اندازه آنها غیرممکن است. تصادفی بودن معرفی شده در طی فرایند ساخت را نمی‌توان کنترل کرد. این یک نمونهٔ کلاسیک از یک PUF با استفاده از تصادفی بودن ذاتی است.
هنگامی که دوغاب خشک می‌شود، لایهٔ گیرنده به صورت نوار خرد شده و بر روی کارت‌های پلاستیکی اعمال می‌شود، اما الگوی تصادفی روی نوار مغناطیسی باقی می‌ماند و قابل تغییر نیست. به دلیل توابع کپی‌ناپذیرِ فیزیکی آن‌ها، احتمال یکسان بودن دو کارت نوار مغناطیسی بسیار کم است. با استفاده از یک کارت استاندارد شده، احتمال اینکه هر دو کارتی دقیقاً یک PUF مغناطیسی مطابق هم داشته باشند، ۱ در ۹۰۰ میلیون محاسبه می‌شود. علاوه بر این، به دلیل اینکه PUF، مغناطیسی است، هر کارت یک سیگنال مغناطیسی متمایز، قابل تکرار و قابل خواندن را به همراه دارد.
- شخصی‌سازی PUF مغناطیسی: داده‌های شخصی کدگذاری شده روی نوار مغناطیسی در لایه دیگری از تصادفی بودن شرکت می‌کند. هنگامی که کارت با اطلاعات شناسایی شخصی کدگذاری می‌شود، احتمال اینکه دو کارت نوار مغناطیسی کدگذاری شده دارای امضای مغناطیسی یکسان باشند، تقریباً از ۱ در ۱۰ میلیارد است. این امضا را می‌توان دیجیتالی کرد و عموماً اثر انگشت مغناطیسی نامیده می‌شود. نمونه‌ای از کاربرد آن، در سیستم برند Magneprint است.[۴۴][۴۵][۴۶]
- محرک PUF مغناطیسی: سر مغناطیسی به عنوان محرک در PUF عمل می‌کند و سیگنال مغناطیسی تصادفی را تقویت می‌کند. به دلیل فعل و انفعال پیچیدهٔ سر مغناطیسی، تحت تأثیر سرعت، فشار، جهت و شتاب، با اجزای تصادفی PUF، هر ضربه سخت سر روی PUF مغناطیسی، یک سیگنال تصادفی اما بسیار متمایز را به همراه خواهد داشت. به عنوان یک آهنگ با هزاران نت به آن فکر کنید. احتمال اینکه همان نت‌ها دقیقاً در یک الگو از کارت ضربه خورده چندین بار تکرار شوند، ۱ در ۱۰۰ میلیون است، اما در کل ملودی بسیار قابل تشخیص است.
- استفاده برای یک PUF مغناطیسی: رفتار تصادفی PUF هماهنگ با محرک سر باعث می‌شود کارت نوار مغناطیسی ابزاری عالی برای احراز هویت پویای نشانه، شناسایی قانونی، تولید کلید، رمزهای یک بار مصرف و امضاهای دیجیتالی باشد.

### تصادفی‌بودن صریح

#### PUF نوری
PUF نوری که تابع یک طرفه فیزیکی (به انگلیسی: physical one-way function) یا POWF نامیده می‌شود شامل یک ماده شفاف است که با ذرات پراکندگی نور آلایش می‌شود. هنگامی که یک پرتو لیزر بر روی مواد تابیده می‌شود، الگوی لکه‌ای تصادفی و منحصربه‌فردی به وجود می‌آید. جانمایی ذرات پراکندگی نور فرایندی کنترل نشده‌است و تعامل بین لیزر و ذرات بسیار پیچیده‌است؛ بنابراین، نسخه‌برداری از PUF نوری به گونه‌ای که همان الگوی لکه‌ای به وجود بیاید بسیار سخت است، از این رو فرض این است که «کپی‌ناپذیر» است.

#### PUF نوری کوانتومی
با استفاده از همان دشواری کپی ناشی از کوانتوم به عنوان PUF کوانتومی الکترونیکی، می‌توان یک PUF کوانتومی که در روش نوری کار می‌کند، تعبیه کرد. نواقص ایجاد شده در طول رشد یا ساخت کریستال منجر به تغییرات مکانی در شکاف باند مواد دو بعدی یا 2D می‌شود که از طریق اندازه‌گیری نورتابناکی قابل تشخیص است. نشان داده شده‌است که یک فیلتر انتقال با زاویه قابل تنظیم، فیزیک نوری ساده و یک دوربین CCD می‌توانند نورتابانکی وابسته به مکان را ضبط کنند تا نقشه‌های پیچیده‌ای از اطلاعات منحصربه‌فرد تک لایه‌های دو بعدی تهیه کنند.

#### PUF مبتنی بر فرکانس رادیویی
داده‌های مدوله شده دیجیتالی در مدارهای ارتباطی مدرن در معرض اختلالات منحصربه‌فرد آنالوگ/فرکانس رادیویی یا RF خاص دستگاه، مانند خطا/انحراف فرکانس و عدم تعادل I-Q (در فرستنده) قرار می‌گیرند و به‌طور معمول در گیرنده جبران می‌شوند که این موارد غیر ایده‌آل را رد می‌کند. RF-PUF و RF-DNA از موارد غیر ایده‌آل موجود استفاده می‌کنند تا بین نمونه‌های فرستنده تمایز قائل شوند. RF PUF از هیچ سخت‌افزار اضافی در فرستنده استفاده نمی‌کند و می‌تواند به عنوان یک ویژگی امنیتی لایه فیزیکی مستقل یا برای احراز هویت چند عاملی، در ترکیب با ویژگی‌های امنیتی لایهٔ شبکه، لایهٔ حمل و نقل و لایهٔ کاربرد استفاده شود.